# Ингулецкий колледж
Ингулецкий колледж — среднее специальное учебное заведение, профессиональный колледж в городе Кривой Рог.

## История
В 1962 году открылся Криворожский заочный горнорудный техникум.
Сначала техникум размещался в лабораторном корпусе Криворожского техникума рудничной автоматики по проспекту Дзержинского 7 (ныне проспект Героев-Подпольщиков), затем перенесён в корпус фабрично-заводского обучения при рудоуправлении «Ингулец».
В 1969 году переименован в Криворожский вечерний горнорудный техникум.
В 1973 году построен новый учебный корпус и общежитие в городе Ингульце по улице Каткова 8 (ныне улица Николая Михновского). 25 октября 1973 года переименован в Ингулецкий горнорудный техникум (ИГРТ).
С 1977 года техникум начал обучение студентов из стран Латинской Америки, Африки и Азии.
В 1997 году Ингулецкий горнорудный техникум как структурное подразделение вошёл в состав Криворожского технического университета и был переименован в Ингулецкий техникум КТУ.
В 2010 году началось сотрудничество с Ингулецким горно-обогатительным комбинатом.
В 2015 году переименован в Ингулецкий колледж Криворожского национального университета.
В 2016 году открыт музей горного оборудования под открытым небом.

## Характеристика
На 1969 год в Криворожском заочном горнорудном техникуме были дневное и вечернее отделения, обучалось 1300 студентов.
Директора:
- Сулима Григорий Степанович (1962—1972);
- Леоненко Валентин Фёдорович (август 1972 — апрель 1975);
- Письменный Анатолий Афанасьевич (1975—1986);
- Лантушенко Владимир Григорьевич (май 1986 — июнь 1990);
- Сичевой Анатолий Александрович (июнь 1990 — 2009);
- Шолох Алла Николаевна (с 2009).